# Дени Хитли
Дени Хитли (енгл. Dany Heatley; Фрајбург, Западна Немачка, 21. јануар 1981) је канадски хокејаш немачког порекла који тренутно игра у Нирнберг Ајс Тајгерсима. Игра на позицији левог крила.

## Каријера
Атланта трешерси бирали су Хитлија као 2. пика на драфту 2000. године. У Националној хокејашкој лиги заиграо је годину дана касније у сезони 2001/02. У нападачкој линији заиграо је заједно са још једним рукијем, првим избором драфта 2001, Иљом Коваљчуком. Сезону је завршио као најбољи новајлија лиге, испред саиграча Иље Коваљчука. Следеће сезоне (2002/03.) постао је једна од звезда НХЛ-а, а то је потврдио на 53. традиционалној Ол стар утакмици на Флориди. Хитли је постигао невероватна четири гола, додао и асистенцију код последњег гола Истока, те је био стрелац и код пенала, што се не броји као службени погодак. За свој допринос награђен титулом МВП-а, иако није био члан победничке екипе. Уједно је постао и најмлађи (22 године и 12 дана) стрелац хет-трика на Ол стару.
Хитли је за време штрајка играча (није играна НХЛ лига) играо за швајцарски Берн. Касније је сезону завршио у руском Ак Барсу.
Након једногодишње паузе у НХЛ-у Хитли је у размени појачао екипу Отава сенаторса. У сезони 2006./07. је остварио рекордних 105 бодова и поставио нови рекорд франшизе. У јануару 2007. одржан је Ол стар у Даласу и Хитли је изабран на клупу тима Истока. До краја сезоне Отава сенаторси су стигли у финале Стенли купа, где су поражени од Анахајм дакса.
Хитли је у јулу 2009. затражио трејд јер је желео у клуб где ће се борити за врх, па је прешао у Сан Хозе шарксе.
У првој години играња у Шарксима постигао је 39 голова и имао 43 асистенција за зкупно 82 поена на исто толико утакмица. Хитли је са клубом стигао до финала Западне конференције где су поражени од Чикага. У следећој сезони, Хитли је остварио свој најгори учинак у својој каријери. Постигао је само 26 голова и 64 поена у 80 утакмица, а Сан Хозе шаркси су опет изгубили у финалу западне конференције, али овај пут од Ванкувер канакса.
Хитли је 3. јула 2011. трејдован у Минесота вајлдсе за Мартина Хавлата.

### Репрезентација
За Репрезентацију Канаде дебитовао је на Светском првенству 2003. у Финској када су Канађани освојили златну медаљу. Хитли има освојену златну медаљу и са Светског првенства 2004. у Чешкој. Поред два злата Хитли има и три сребрне медаље својене на Светском првенству 2005. 2008. и 2009. године. На Светском првенству 2008. у Канади био је најефикаснији играч са 12 погодака.
Са Репрезентацијом је на Зимским олимпијским играма 2010. у Ванкуверу освојио златну медаљу, победивши у финалном двобоју 3:2 након продужетака, велике ривале, репрезентацију САД.